# Julia Pérez Montes de Oca
Julia Pérez Montes de Oca (Santiago de Cuba, 1839 — Artemisa, 25 de setembre de 1875) va ser una poetessa cubana, germana de la també poetessa Luisa Pérez de Zambrana.
Nascuda a Santiago de Cuba, on va ser educada en les primeres lletres. Era germana menor de la també poetessa Luisa Pérez de Zambrana, amb la qual sempre va mantenir una bona amistat i amb el seu espòs, el doctor Ramón Zambrana. De fet, la vinculació de la seva família amb Zamabrana és tal que, quan la seva germana es va casar amb ell, tota la família es va traslladar a viure a l'Havana.
Interessada per la poesia des de la joventut, va publicar els seus primeres poemes als diaris Redactor de Santiago de Cuba i Kaleidoscopio de la Habana, i més tard va col·laborar amb altres capçaleres cubanes i estrangeres. Era habitual que assistís a reunions artístico-literàries, on recitava les seves composicions. La seva obra va ser elogiada tant per la seva germana, així com per la premsa de l'època, que citant un dels recitals la qualificava de «commovedora» i «deliciosa».
Les seva poesia s'emmarca en el segon romanticisme, de caràcter tardà, i abasta gèneres diferents, i tracten temes diversos, tot i que, generalment, més que trets romàntics, Pérez es mou més en el classicisme, amb constants referències al locus amoenus, que recorda a Garcilaso de la Vega. A la mort del doctor Zambrana, els seus versos es tornen tràgics, però d'altres suposen que va tenir diversos amors no correspostos. En col·laboració amb altres poetesses del moment, va publicar alguns poemes a El álbum cubano de lo bueno y lo bello, fundat i dirigit per Gertrudis Gómez de Avellaneda, el 1860. No va publicar mai en vida cap poemari, tot i que de manera pòstuma va sortir una única col·lecció de poesies amb el nom Poesías, l'any 1875 a Barcelona. Una edició presumptament més completa va ser publicada, finalment, el 1957.
Pérez va morir el 25 de setembre de 1875 a causa de la tuberculosi, probablement a la casa-finca El Jardín, residència de Cornelio Souchay i Angélica Zambrana, a Artemisa. Va ser enterrada al cementiri de la localitat. Alguns han dit que es va suïcidar, d'acord amb els darrers versos que va deixar escrits, però d'altres ho descarten perquè al seu certificat de defunció diu que va rebre l'extrema unció.